# Oflag VI-A

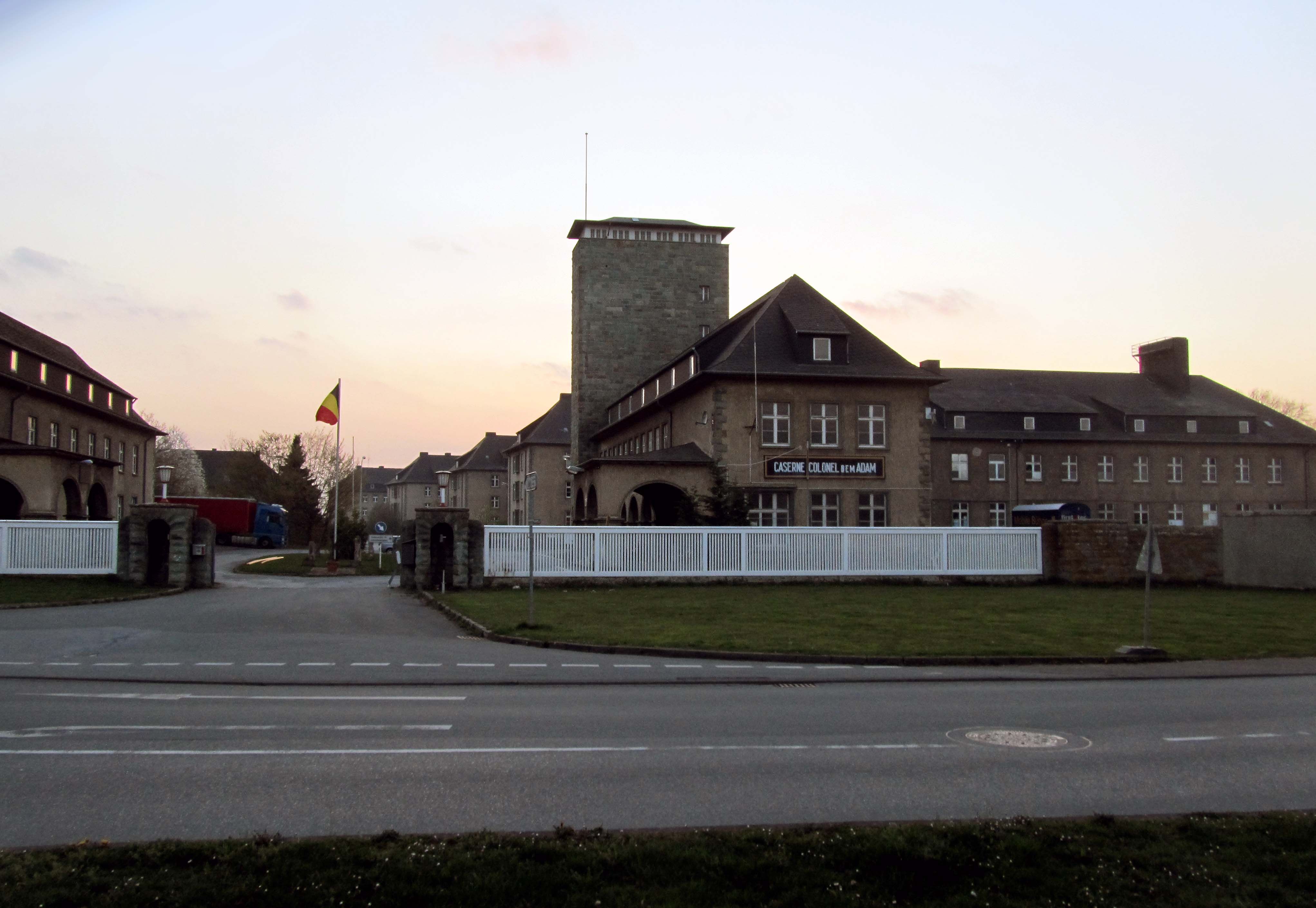
Die ehemalige Kaserne Colonel BEM Adam in Soest, Blick Richtung Südwesten

Oflag VI A war während des Zweiten Weltkriegs ein Offizierslager, ein Kriegsgefangenenlager für Offiziere in Soest. Es befand sich auf dem Gelände der 1938 errichteten Infanteriekaserne, der späteren belgischen Kaserne „Colonel BEM Adam“ (franz.) bzw. „Kolonel SBH Adam“ (fläm.).

## Geschichte

### Nutzung 1938–1945

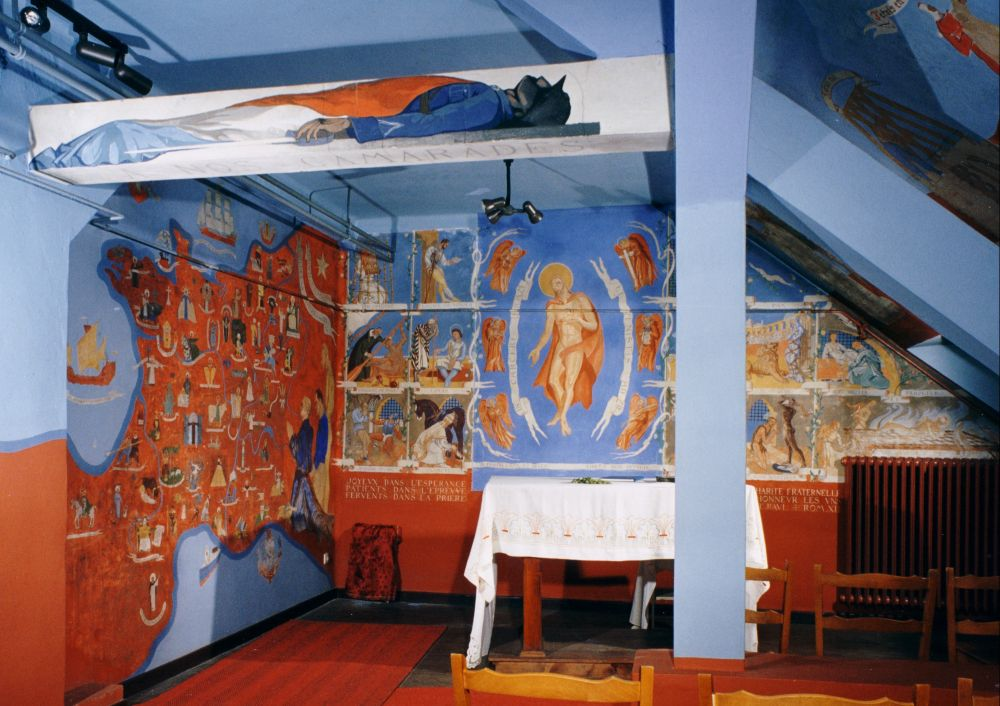
Innenansicht der Kapelle

Die Gebäude des Lagers wurden ab 1938 im Zuge des Ausbaus der Wehrmacht als Infanteriekaserne gebaut. Bereits vor Vollendung der Gesamtanlage wurden die Gebäude ab dem 15. November 1939 als Kriegsgefangenenlager für polnische Soldaten genutzt, die nach dem Überfall auf Polen in deutsche Gefangenschaft geraten waren. Zu diesem Zeitpunkt hatte das Lager den Namen Stalag VI E, wobei „VI“ den Wehrkreis angibt. Nach dem Sieg über Frankreich verengte sich die Rolle des gewöhnlichen Kriegsgefangenenlagers auf die eines speziellen Lagers für Offiziere.
 Ab dem 31. Juli 1940 waren ca. 1500 französische Offiziere interniert. Insbesondere an ihre Anwesenheit erinnert die heute unter Denkmalschutz stehende, von internierten Offizieren mit christlich-patriotischen Motiven ausgemalte Kapelle in einem der Kasernengebäude.
Außer französischen Offizieren waren zeitweise auch niederländische Offiziere und Kadetten sowie ca. 1500 belgische Offiziere interniert. Die Lagerinsassen, zum Zeitpunkt etwa 5000, darunter auch russische Kriegsgefangene, wurden am 6. April 1945 durch alliierte Truppen befreit.
Das Oflag VI-A ist einer der Schauplätze des Romans „Haut und Knochen“ von Georges Hyvernaud.

### Nutzung 1945–1951
Die Alliierten nannten das Lager „Camp Vantelot“. Bis 1946 diente es zur Unterbringung von Displaced Persons. Von 1946 bis 1951 wurde der Gebäudekomplex dann als „O-Lager“ für Flüchtlinge aus den ehemaligen deutschen Ostgebieten verwendet.

### Nutzung 1951–1994
1951 wurden die Gebäude des ehemaligen Lagers von den Belgischen Streitkräften in Deutschland übernommen, die die Anlage nach „Colonel BEM Adam“ benannten. Bei Colonel Armand Arthur Gabriel Adam handelt es sich um den ranghöchsten belgischen Kriegsgefangenen, der 1943 durch die Gestapo in Lüttich erschossen worden war. Soest war bis Anfang der 1990er Jahre der größte belgische Garnisonsstandort östlich des Rheins, mit mehreren Kasernen in der Stadt. Die belgische Garnison bestand bis 1994.

### Seit 1994
Nachdem längere Zeit in der Stadt Soest Unklarheit darüber herrschte, was mit dem Kasernengelände geschehen sollte, wird der Gebäudekomplex seit 1997 u. a. von einer Kunstinitiative unter dem Namen „Künstlerhaus Bem Adam“ benutzt. Hier befand sich das „Museum der belgischen Streitkräfte in Deutschland“. Heute sind hier eine Gedenkstätte an das Kriegsgefangenenlager sowie die erwähnte Gedenkkapelle.